# Joggie Viljoen
Joggie Viljoen (Ciudad del Cabo, Sudáfrica; 14 de mayo de 1945 – 7 de agosto de 2023) fue un jugador de rugby sudafricano que jugó en la posición de Medio scrum.

## Carrera

### Club
| Periodo   | Club                       |
| --------- | -------------------------- |
| 1965-1970 | Griqualand West            |
| 1971-1977 | Eastern Province Elephants |

### Selección nacional
Jugó para Sudáfrica en seis ocasiones de 1971 a 1972 y anotó seis puntos.

## Logros
- Copa Currie (1): 1970